# 祝時泰
祝時泰（？—？），字汝亨，號九山，福建福州府侯官縣人，明朝政治人物、詩人。

## 生平
嘉靖元年（1522年）壬午科福建鄉試舉人，授工部司務，升戶部主事，升員外郎，改德王府長史，致仕。慕錢塘縣湖山之勝，卜居西湖，與杭州府人沈仕等結“玉岑詩社”。